# Bomolocha ochracea
Bomolocha ochracea är en fjärilsart som beskrevs av Arnold Spuler 1908. Bomolocha ochracea ingår i släktet Bomolocha och familjen nattflyn. Inga underarter finns listade i Catalogue of Life.